# Сидорове
Си́дорове — село Святогірської міської громади у Краматорському районі Донецької області України. Населення становить 571 осіб.

## Географія
Село Сидорове розташоване на правому березі річки Сіверський Донець, за 8 км від траси М 03 Київ — Харків — Довжанське.
З півдня село межує з Національним природнім парком «Святі Гори».

## Історія
14 серпня 1943 року в село увійшла Червона Армія.

## Економіка
- Філія «Україна» агрофірми «Шахтар».

## Об'єкти соціальної сфери
- Будинок культури
- Магазин

## Пам'ятні місця
Межує з Національним природним парком «Святі Гори». З боку села по дорозі до Тетянівки є можливість під'їзду автомобільним транспортом до:
- Меморіалу загиблим в німецько-радянську війну;
- Пам'ятника Артему;
- Всіхсвятському скиту Святогірської лаври.

Біля села знаходиться археологічний пам'ятник Сидорівське городище.